# 岡野栄
岡野 栄（おかの さかえ、1880年〈明治13年〉4月7日 - 1942年〈昭和17年〉3月21日）は、日本の洋画家、版画家、口絵画家。従四位勲四等。

## 来歴
1880年（明治13年）東京の赤坂に生まれた。
白馬会洋画研究所で黒田清輝に学び、東京美術学校洋画科選科（現東京芸術大学）にて引き続き黒田の指導を受け1902年に卒業している。1908年に女子学習院で助教授として奉職のち教授となり、亡くなるまで34年間にわたって教鞭をとり続けた。
1912年、旧白馬会の主力メンバーであった、中沢弘光、岡野栄、山本森之助、三宅克己、小林鐘吉、跡見泰、杉浦非水の7名が発起人となり光風会を創立。
1912年6月の「第一回光風会展」では会員の他に黒田清輝、藤島武二、岡田三郎助、藤田嗣二ら旧白馬会の会員ら多くの人が出品した。同年から1914年の間、岡鬼太郎、田山花袋の作品及び春陽堂の雑誌『新小説』において木版口絵を描いている。光風会展に「横顔」や「午前」などを出品している。
1916年、光風会事務所を東京市赤坂区青山南町3丁目の岡野栄宅に移す。1925年～1927年、宮内省在外研究生としてフランス及びイタリアに留学をした。
美術教育者として初学者向けに「学校家庭萬有図画全集と其の描き方」（1929年）や「実習教材　略図の描き方」（1935年）などの教材を出版したほか、挿絵や口絵、装幀などの仕事も数多くこなした。
小林鐘吉や杉浦非水らと分担執筆した巌谷小波の「日本一の画噺」シリーズなどが知られている。
代表作に「雨後の桜」（東京芸術大学蔵）、「海辺の牛」（青山善光寺蔵）などがある。
1942年3月21日、糖尿病のため赤坂の自宅で死去。

## 作品
- 「江戸紫」口絵 岡鬼太郎作 鈴木書店版 1912年
- 「朝」口絵 田山花袋作 春陽堂版
- 「春さめ」口絵 『新小説』第18年3巻 1913年
- 「展覧会」口絵 『新小説』第19年11巻 1914年